# 豐岡車站 (北海道)
豐岡站（日语：／ Toyogaoka eki */?）是位於北海道樺戶郡月形町字豐丘，原隸屬於北海道旅客鐵道（JR北海道）札沼線（學園都市線）的铁路废站。電報略號為。
本車站是由於1960年月形豐丘地區（現在的月形町字豐丘）的居民請願後設置的請願車站。
此站周圍人煙稀少，只有一條未鋪裝的小路可進出車站，為秘境車站之一，乃鐵路迷拍攝列車的熱門地點。

## 歷史
- 1960年（昭和35年）9月10日：日本國有鐵道（國鐵）札沼線豐岡站開始營運。
- 1987年（昭和62年）4月1日：由於國鐵分割民營化，車站由JR北海道管理。
- 1991年（平成3年）3月16日：札沼線的暱稱設定為「學園都市線」[1][2]。
- 1996年（平成8年）3月16日：札沼線石狩當別站至新十津川站的列車開始一人控制。
- 2020年（令和2年）
  - 4月17日：受冠状病毒病疫情影响，北海道醫療大學站至本站提前停駛[3]。
  - 5月7日：札沼线北海道医疗大学站-新十津川站区间废线，本站废站[4]。

## 車站構造
废站前為側式月台1面1線的地面車站，亦是無人車站。只設置細小木造的候車室。

## 載客量
- 2011年至2015年度平均每天載客量少於1人[5]。

| 載客量 | 載客量       |
| 年份   | 每天平均人次 |
| ------ | ------------ |
| 2011年 | 0            |
| 2012年 | 0            |
| 2013年 | 0            |
| 2014年 | 0            |

## 車站周邊
位於豐丘的村落地區，但是被鐵道樹林包圍令難於分辨車站位置。與車站相連是未舖設的小路，但難以與鄰近的私人道路分辨，車站的方便性並不高。而車站的標識大約位於國道275號1公里的位置，利用附近的高架道路能夠確認，車站並沒有任何站名牌。
- 國道275號

## 相鄰車站
北海道旅客鐵道（JR北海道）
札沼線（學園都市線）
石狩月形－豐岡－札比內